# Córka pułku
Córka pułku (fr. La fille du régiment, wł. La figlia del reggimento) – opera komiczna w dwóch aktach Gaetana Donizettiego. Libretto: Jules-Henry Vernoy de Saint-Georges, Jean-Francois Bayard. Powstała na zamówienie paryskiej Opery Komicznej pod tytułem Maria jako 61. opera Donizettiego. Premiera, już przemianowanej na "Córkę pułku" sztuki odbyła się 11 lutego 1840 r. Początkowo spotkała się ze sporą niechęcią publiczności, głównie za sprawą recenzji Berlioza, który zarzucił Donizettiemu przeniesienie do partytury wcześniejszych jego utworów. Po odpowiedzi Donizettiego na stawiane mu zarzuty sztuka została nie tylko zaakceptowana, ale cieszyła się niezmiennym powodzeniem przez ponad rok. W październiku 1840 roku została wystawiona w mediolańskiej La Scali (libretto na język włoski przetłumaczył Castilio Bassi). W stosunku do francuskiej wersji zmieniona została orkiestracja, mówione dialogi zastąpiono recytatywem i usunięto niektóre fragmenty eksponujące humorystyczne sceny (np. aria Markizy z I aktu, nauka śpiewu z II aktu). Polska prapremiera odbyła się w Warszawie w 1846 r., z tekstem przetłumaczonym przez: Tadeusza Kuczyńskiego, Mirosława Łebkowskiego i Stanisława Wernera.

## Osoby
- Markiza di Birkenfeld – mezzosopran
- Sulpicjusz, sierżant – bas
- Tonio, młody Tyrolczyk – tenor
- Maria, markietanka – sopran
- Księżna – sopran
- Hortensjusz, intendent Markizy – bas
- Notariusz – tenor
- Kapral – bas
- Wieśniak – tenor

## Treść

### Akt I
Akcja opery rozpoczyna się w tyrolskiej wiosce, w obozie francuskich grenadierów. Wśród żołnierzy znajduje się markietanka Maria, nazywana "Córką pułku". Jako mała dziewczynka została znaleziona przez żołnierzy na polu bitwy. Grenadierzy nie mogli dotrzeć do jej rodziny, zatem zabrali ją ze sobą i otoczyli opieką. Najbardziej troszczył się o nią sierżant Sulpicjusz.
W pobliżu obozu żołnierze kilkakrotnie widzą młodego człowieka, którego podejrzewają o szpiegostwo. Podczas próby dostania się do obozu młodzieniec zostaje schwytany i grozi mu sąd. Wyjasnienia Marii ratują go z opresji. Jest to młody Tyrolczyk Tonio, który uratował Marię zrywającą kwiaty przed upadkiem w przepaść i śmiercią. Młodzi zakochali się w sobie. Maria przyrzekła kiedyś, że poślubi tylko żołnierza ze "swojego" pułku. Tonio prosi zatem o przyjęcie do grenadierów.
Do wioski przybywa markiza di Birkenfeld i prosi żołnierzy o ochronę (uchodząc za granicę, chce uniknąć wojennej zawieruchy). W rozmowie z sierżantem Sulpicjuszem wymienia nazwę swoich dóbr. Ten przypomina sobie o zapisach w dokumentach, znalezionych przy Marii. Okazuje się, że Maria jest zaginioną córką siostry markizy i hrabiego Roberta, który zginął w jednej z bitew. Markiza zabiera Marię ze sobą chcąc zapewnić jej odpowiednie wykształcenie i przyszłość.

### Akt II
Minął rok. Maria tęskni za obozowym życiem i Toniem. Pociesza ją Sulpicjusz, który nie chcąc rozstać się z przybraną córką, podjął się pracy ogrodnika. Markiza aranżuje związek Marii z księciem Craquitorpi. Brak wieści o ukochanym Tonio przyczynia się do wyrażenia zgody Marii na to małżeństwo.
Nadchodzi dzień ślubu. Do zamku przybywa pułk grenadierów dowodzony przez Tonia, który zdążył awansować do stopnia kapitana. Maria zrywa zaręczyny z księciem. Markiza wyjawia, że to ona jest matką Marii i prosi córkę o poślubienie księcia. Maria obiecuje uszanować wolę matki. Jednak nie chcąc więcej kłamstw wyjawia gościom weselnym prawdę o swojej przeszłości. Przerażony książę nie chce poślubić markietanki i wyjeżdża. Markiza godzi się na ślub Marii i Tonia.